# Спасибо за шоколад
«Спасибо за шоколад» (фр. Merci pour le chocolat) — французская криминальная драма режиссёра Клода Шаброля по роману Шарлотты Армстронг 1948 года «Хитросплетения вокруг шоколада», вышедшая на экраны в 2000 году.
В 2000 году за этот фильм Шаброль был удостоен престижной французской кинопремии Луи Деллюка и был номинирован на «Гран-при Америк» Монреальского международного кинофестиваля. Там же Изабель Юппер была удостоена приза лучшей актрисе.
В 2001 году за работу в этом фильме Юппер завоевала премию Люмьер как лучшая актриса, а Шаброль как лучший зарубежный режиссёр был номинирован на «Серебряную ленту» Итальянского синдиката киножурналистов.
Фильм снимался в русском доме Дэвида Боуи в Лозанне.

## Сюжет
Действие фильма происходит в Лозанне. Известный пианист Андре Полонски (Жак Дютрон) через много лет повторно женится на Мари-Клер «Мике» Мюллер (Изабель Юппер), которая унаследовала процветающую шоколадную фабрику своих приёмных родителей. У Андре есть 18-летний сын Гийом (Родольф Поли), рождённый в браке с фотохудожницей Лисбет Полонски (Лидия Андрей), которая через десять лет после рождения сына трагически погибла в автокатастрофе. Лисбет была близкой подругой Мики, и вместе с Андре и Гийомом жила в её доме. Поскольку Андре не мог уснуть без рогипнола, Лисбет среди ночи поехала в аптеку, заснула за рулём и разбилась. Ходили слухи, что перед поездкой она выпила рюмку коньяка, в которую могло быть добавлено снотворное.
На берегу озера обедают две подруги — директор института судебной медицины Луиз Полле (Бриджит Катийон) со своей дочерью, перспективной пианисткой Жанной (Анна Муглалис) и её подруга с сыном, бойфрендом Жанны, Акселем (Матье Симоне), который поступил на работу в химическую лабораторию. Увидев в светских новостях газеты заметку о свадьбе Полонски и Мюллер, подруга рассказывает историю о том, как при рождении Жанны медсестра случайно перепутала детей и выдала Жанну за дочь Полонски, но затем недоразумение разрешилось, и Полонски показали его настоящего сына Гийома.
Заинтригованная Жанна приходит в дом Полонски и рассказывает ему о той давней истории. Хотя никто не воспринимает историю всерьёз, тем не менее, Андре с интересом узнаёт, что Жанна занимается фортепиано и собирается принять участие в международном конкурсе, и предлагает дать ей несколько уроков.
Мика каждый день готовит Гийому термос с горячим шоколадом перед сном. В этот день она как будто умышленно роняет термос и проливает шоколад, и Жанна своим платком помогает ей вытереть пол. Чувствуя что-то неладное, Жанна просит Акселя сделать химический анализ капель на платке, и тот выясняет, что в шоколад подмешан рогипнол, который называют также «наркотиком изнасилования», очнувшись после которого жертва не может вспомнить, что с ней произошло. Жанна рассказывает об этом вечно вялому Гийому.
Мика проводит заседание совета директоров своей шоколадной компании, на котором выясняется, что фирма работает стабильно и получает прибыль, немалая часть которой тратится на благотворительность, в том числе, на материальную поддержку сети медицинских центров и спонсирование выставки фоторабот Лисбет Полонски. Затем Мика едет на работу к матери Жанны, чтобы убедиться, что Жанна не может быть дочерью Андре. Луиз сообщает, что на основании собранных ей анализов крови это нельзя утверждать определённо, так как у всех участников дела одна и та же группа крови, а более глубокие исследования можно сделать только по решению суда. Позднее Луиз сообщает Жанне, что та была зачата с помощью искусственного оплодотворения, поскольку её отец и муж Луиз, известный художник, был бесплоден.
Накануне отъезда на конкурс Андре приглашает Жанну пожить несколько дней в его доме, чтобы иметь возможность побольше позаниматься. Продолжительные совместные занятия заметно сближают Андре и Жанну, что в определённой мере тревожит Мику и Гийома. В последний вечер за кофе неожиданно выясняется, что в доме закончился рогипнол, без которого Андре никогда не ложится спать. Мика умышленно роняет кастрюлю с кипящей водой на ногу Гийому, так что поехать в город за лекарством он не может. Тогда сесть за руль вызывается Жанна, а Гийом берётся её сопровождать. На тёмной извилистой горной дороге Жанну вдруг начинает клонить ко сну, она несколько успевает увернуться от встречных автомобилей, но затем всё-таки врезается в стену дома.
Между тем, Андре видит, как Мика выливает остатки кофе и тщательно моет кофейник. У него закрадывается подозрение, что Мика добавила рогипнол в кофе, которое выпила Жанна. Он срочно звонит матери Жанны, надеясь предотвратить несчастье. Мика сознаётся мужу, что она действительно подмешала рогипнол в кофе Жанны, также как в своё время она подмешала его и в коньяк Лисбет, которая после этого поехала в аптеку и по дороге разбилась за рулём. Звонит Луиз и сообщает, что Жанна и Гийом только что попали в автокатастрофу, однако сейчас находятся в больнице, и их жизни ничего не угрожает.
По стилю и тематике этот психологический триллер напоминает лучшие работы Шаброля рубежа 1960-70-х годов. Критический взгляд режиссёра на буржуазную мораль остался неизменным, хотя стал мягче и снисходительней по отношению к человеческим слабостям. В картине много саспенса, однако режиссёр не доводит его до кульминации, постоянно переключая своё внимание на психологические проблемы героев. Как и в большинстве фильмов Шаброля, в центре событий находится какая-то тайна, но по ходу действия становится ясно, что режиссёра интересует не столько детективная линия сюжета, сколько глубокий и многослойный анализ социальной среды, в которой сюжет развивается, и которая таит немало нераскрытых тайн.

## В ролях
- Изабель Юппер — Мари-Клер «Мика» Мюллер
- Жак Дютрон — Андре Полонски
- Анна Муглалис — Жанна Полле
- Родольф Поли — Гийом Полонски
- Бриджит Катийон — Луиз Полле
- Мишель Робен — Дюфрэн
- Матье Симоне — Аксель
- Лидия Андрей — Лисбет
- Вероник Ален — мадам ле Мэр
- Изольда Берт — Полин
- Сибиль Бланк — Натали